# Frauenkogel (Ankogelgruppe)
Der Frauenkogel (früher auch Fichtenkogel) ist ein 2423 m ü. A. hoher Berg in der Ankogelgruppe der Zentralalpen im österreichischen Bundesland Salzburg.

## Lage und Umgebung
Der Gipfel des Frauenkogels erhebt sich an der Grenze zwischen den Gemeinden Bad Hofgastein im Westen und Großarl im Osten. Im Tal zwischen dem Frauenkogel und dem Tennkogel im Nordwesten entspringen der in die Gasteiner Ache mündende Rastötzenbach und der in der Großarler Ache mündende Bacher Graben. An den westlichen Hängen verläuft der Weitwanderweg Zentralalpenweg. Der Frauenkogel zählt zu den 55 Gipfeln des Gasteinertals, für deren vollständige Besteigung der Gasteiner Gipfelkranz vergeben wird, die höchste Klasse der Gasteiner Wandernadeln des Österreichischen Alpenvereins.

## Geologie
Der Bereich rund um den Gipfel des Frauenkogels ist von Prasinit und Amphibolit geprägt. Daran schließen Marmor, Phyllit und Glimmerschiefer an. An den unteren südlichen Hängen gibt es Phyllit, Quarzit und Brekzien und an den unteren nördlichen Hängen klastisches Sediment.

## Fauna und Flora
Die Gamswild-Ruhezone Frauenkogel an den südöstlichen Hängen darf von 1. Dezember bis 31. Mai nicht betreten werden. An den unteren westlichen Hängen gibt es Bestände der Rostblättrigen Alpenrose (Rhododendron ferrugineum), während sich an den unteren östlichen Hängen Grünerlen-Buschwälder finden. Im Frauenkar nördlich des Frauenkogels wurden Alpen-Wiesenrauten (Thalictrum alpinum) gefunden. Zwischen den Gipfeln des Frauenkogels und des Gamskarkogels gedeiht der Seidenhaar-Spitzkiel (Oxytropis halleri).